# Proceedings of the American Philosophical Society
Proceedings of the American Philosophical Society (abreviado Proc. Amer. Philos. Soc.) es una revista editada por la Sociedad Filosófica Estadounidense que ha publicado Transactions of the American Philosophical Society desde 1771. Actualmente, cinco periódicos aparecen cada año. Los números de Proceedings of the American Philosophical Society se han publicado desde 1838: y es donde se publican los documentos presentados en las reuniones bianuales de la Sociedad.